# Il sogno di Robin
Il sogno di Robin (Flying) è un film del 1986 diretto da Paul Lynch.

## Trama
Robin Crew è una studentessa liceale intenzionata a diventare campionessa di ginnastica artistica. Il suo sogno però si infrange quando rimane coinvolta in un incidente stradale in cui suo padre muore e da cui lei esce viva ma gravemente compromessa nel fisico. Grazie al supporto della madre e all'amore di Tommy, Robin ritroverò la forza e l'agonismo per arrivare a competere ai campionati nazionali.

## Produzione
Girato tra l'ottobre e il dicembre 1984, il film venne presentato per la prima volta al Festival di Cannes 1986.
Uscì nei cinema canadesi il 12 settembre 1986.